# Faddejew-Popow-Geister
Geistfelder oder auch Faddejew-Popow-Geister (nach Ludwig Faddejew und Wiktor Popow) sind unphysikalische Felder, die bei der Quantisierung von Eichtheorien im Pfadintegralformalismus auftreten. Sie wurden zuerst von Richard Feynman benutzt.
Die Geistfelder (ghosts) sind Relikte der mathematischen Behandlung der nichtabelschen Eichtheorien (Yang-Mills-Theorie). Im Pfadintegral wird über alle Vektorpotentiale integriert, also auch über solche, die wegen der Eichfreiheit äquivalent sind. Dies wird im Faddejew-Popow-Formalismus durch Einführung neuer skalarer Felder, der ghosts, wieder kompensiert. Diese tauchen nur in geschlossenen Schleifen der Feynman-Diagramme auf, wo sie den Beitrag der überzähligen Freiheitsgrade der Vektorpotentiale aufheben. Damit das Schleifendiagramm einen Betrag ergibt, der dem Beitrag der (nach der Statistik bosonischen) Vektorfelder entgegengesetzt ist, müssen die Geistfelder einer fermionischen Statistik gehorchen. Sie verletzen also formal das Spin-Statistik-Theorem, was aber keine Rolle spielt, da sie keinen physikalischen Teilchen entsprechen. Im Fall der Quantenchromodynamik sind sie komplexe Skalarfelder {\displaystyle c^{a}} (der Index a bezeichnet ihre Farbfreiheitsgrade, d. h. Werte in adjungierten Darstellungen der Eichgruppe, wie derjenigen der Vektorpotentialfelder). In der schwachen Wechselwirkung existieren drei verschiedene Geistfelder {\displaystyle c^{\pm },c^{Z}}, die zu den drei schwachen Eichbosonen korrespondieren. 
Bei Yang-Mills-Feldern wie der Quantenchromodynamik ist ihr Beitrag zur Lagrangedichte:
{\displaystyle {\mathcal {L}}_{\mathrm {ghost} }=\partial _{\mu }{\bar {c}}^{a}\partial ^{\mu }c^{a}+gf^{abc}(\partial ^{\mu }{\bar {c}}^{a})A_{\mu }^{b}c^{c}}
Für rein abelsche Eichtheorien wie die Quantenelektrodynamik, wo {\displaystyle f^{abc}=0} ist, entkoppeln die Geistfelder und liefern keinen Beitrag zur Lagrangedichte. In Theorien mit residualer abelscher Eichtheorie, wie der elektroschwachen {\displaystyle SU(2)\times U(1)} des Standardmodells, nach deren Brechung eine {\displaystyle U(1)} mit {\displaystyle f^{abc}=0} vorliegt, entkoppeln die Geister nur von ihren korrespondierenden Eichbosonen, nicht aber von den Eich- und Goldstonebosonen des gebrochenen Anteils. 
Ebenso wie die Propagatoren der Eichbosonen hängen die Propagatoren und die Kopplungen der Faddejew-Popow-Geister von der gewählten Eichung ab. In unitärer Eichung erhalten die schwachen Geister eine unendlich große Masse und entkoppeln dadurch von den anderen Teilchen. In der Quantenchromodynamik kann durch die Wahl der Arnowitt-Fickler-Eichung eine Entkopplung der Geister erreicht werden.